# 디보크 오리기
디보크 오리기(프랑스어: Divock Okoth Origi, 1995년 4월 18일 ~ )는 벨기에의 축구 선수로, 현재 잉글랜드 프리미어리그의 노팅엄 포레스트 소속이며 포지션은 스트라이커이다. 케냐 혈통을 갖고 있다.

## 기록

### 대회 기록
리버풀 FC (2014~2022)
- 프리미어 리그 우승: 2019-20
- FA컵 우승: 2021-22
- EFL컵 우승: 2021-22
- UEFA 챔피언스 리그 우승: 2018-19
- UEFA 슈퍼컵 우승: 2019
- FIFA 클럽 월드컵 우승: 2019

벨기에 축구 국가대표팀 (2014~ )

## 2014년 FIFA 월드컵
H조 조별예선 2차전 러시아전에서 후반 막판 국가대표 데뷔골을 기록하였다.